# دعمص
الدعمص (الاسم العلمي: Lepidurus) هو جنس من الحيوانات يتبع فصيلة الدعموصية من طائفة غلصميات الأرجل.